# Sabotaż (film 1942)

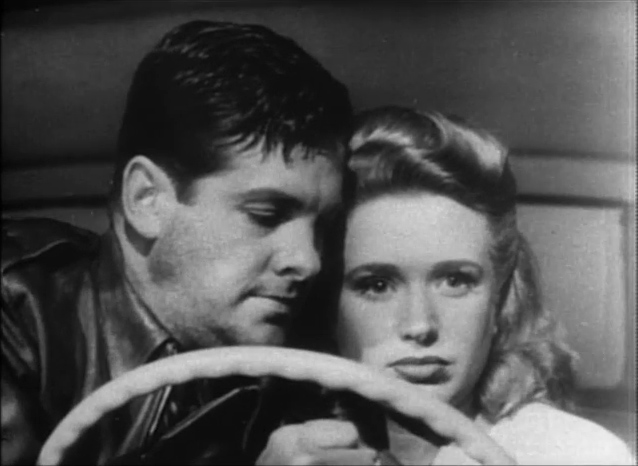
Robert Cummings i Priscilla Lane w scenie z filmu

Sabotaż (ang. Saboteur) – amerykański thriller z 1942 roku, w reżyserii Alfreda Hitchcocka.
Film znany jest też pod alternatywnym tytułem Sabotażysta.

## Fabuła
Trwa II wojna światowa. W fabryce samolotów w Los Angeles dochodzi do eksplozji ładunku wybuchowego. Jeden z robotników zostaje ciężko ranny. Podejrzany o podłożenie bomby mechanik lotniczy, Barry Kane, ucieka policji i rozpoczyna poszukiwania prawdziwego sprawcy...

## Główne role
- Robert Cummings – Barry Kane
- Priscilla Lane – Patricia Martin („Pat”)
- Norman Lloyd – Frank Fry
- Otto Kruger – Charles Tobin
- Vaughan Glaser – Phillip Martin
- Murray Alper – kierowca ciężarówki
- Alma Kruger – panna Henrietta Van Sutton
- Dorothy Peterson – pani Mason
- Gene O'Donnell – Jitterbug